# Melita FC
Melita FC je maltský fotbalový klub z St. Julian's. Klub byl založen roku 1933. Stadionem Melity je Melita Sports Complex s malou kapacitou 500 diváků.

## Trofeje
- Maltský Pohár (1×)[2]
  - 1938/39